# Prismosticta hyalinata
Prismosticta hyalinata är en fjärilsart som beskrevs av Butler 1885. Prismosticta hyalinata ingår i släktet Prismosticta och familjen silkesspinnare. Inga underarter finns listade i Catalogue of Life.